# رولف فليتشر
رولف فليتشر (بالألمانية: Rolf Feltscher)‏ (6 أكتوبر 1990 بولاخ سويسرا - ) هو لاعب كرة قدم سويسري، يلعب كمدافع.

## وصلات خارجية
رولف فليتشر على موقع الاتحاد الدولي (مؤرشف)  (الإنجليزية)
- رولف فليتشر على موقع الاتحاد الأوربي (الإنجليزية)
- رولف فليتشر على موقع الدوري الأمريكي (الإنجليزية)
- رولف فليتشر على موقع قاعدة بيانات كرة القدم.إي يو (الإنجليزية)
- رولف فليتشر على موقع بيانات كرة القدم. دي إي (الألمانية)
- رولف فليتشر على موقع ناشيونال فوتبول تيمز (الإنجليزية)
- رولف فليتشر على موقع Soccerbase.com (لاعب) (الإنجليزية)
- رولف فليتشر على موقع Soccerway.com (الإنجليزية)
- رولف فليتشر على موقع عالم كرة القدم.نت (الإنجليزية)
- رولف فليتشر على موقع AS.com (الإسبانية)